# Eisegese
Eisegese bezeichnet eine Textauslegung, bei der etwas in den Text hineininterpretiert wird, das nicht darin steht oder gemeint war. Im Deutschen spricht man auch vom „Hineinlesen“, „Hineindeuten“ oder „Hineininterpretieren“.

## Begriff
Der Begriff der „Eisegese“ im Sinne eines Hineinlesens von Sinn in eine Texteinheit wird als Antonym der Exegese im Sinne des Herauslesens des Sinnes aus einer Texteinheit gegenübergestellt. Das altgriechische Wort εἰσήγησις setzt sich tatsächlich aus altgriechisch εἰσ eis, deutsch ‚in hinein‘ als Vorsilbe (im Gegensatz zu altgriechisch ἐξ ex, deutsch ‚aus heraus‘) und dem substantivierten Verb ἥγησις [ˈhɛːgɛːsis], deutsch ‚das Leiten‘ oder ‚das Führen‘ (zu ἡγέομαι hēgéomai, oder ἡγηλάζω hēgēlázō) zusammen. Seine Bedeutung ist jedoch eigentlich je nach Kontext das „Hinführen“, „Einführen“, „Anleiten“, „Unterrichten“, „Anraten“, „Vorschlagen“, oder „Vortragen“.

## Verwendung
In der Praxis wird der Ausdruck „Eisegese“ meist für eine misslungene Auslegung eines Bibeltextes verwendet. „Eisegetisches“ Verhalten steht im Widerspruch zu seriöser Hermeneutik (Wissenschaft der Textauslegung bzw. Textinterpretation). Da eine Eisegese immer eine Fehlinterpretation darstellt und weitergehende Schlussfolgerungen aufgrund einer Eisegese unhaltbar sind, wird der Begriff durchweg polemisch oder abwertend gebraucht.

## Entstehung von Eisegesen
Eisegesen kommen in der Regel unabsichtlich vor, sei es aus Mangel an kritischer Distanz oder historischer Kenntnis oder aufgrund der Vieldeutigkeit sprachlicher Ausdrücke. Ferner kann eine unbeabsichtigte Eisegese vorliegen, wenn eine unzulässige Methode angewandt wird.
Eisegesen können aber durchaus beabsichtigt sein. Beabsichtigte Eisegesen dienen ideologischen Zwecken (politische Agitation) oder der Aufrechterhaltung einer Ansicht oder Lehrmeinung. So ist etwa die absichtliche Fehlinterpretation von Statistiken eine Form von Eisegese, die in politischen oder gesellschaftlichen Auseinandersetzungen der Desinformation dient. Es ist naturgemäß schwierig bis unmöglich, eine Absicht zu erkennen, außer wenn sie zugegeben wird.

### Beispiele für unbeabsichtigte Eisegese

#### Beispiel aus dem Alten Testament
Aus dem Satz im Buch Josua: „Sonne, steh still zu Gibeon, und Mond, im Tal Ajalon!“ (Jos 10,12 ) soll Luther gefolgert haben, dass die Ansicht des Kopernikus über die Himmelsbewegungen falsch sein müsse. Denn „die Heilige Schrift sagt uns, dass Josua die Sonne stillstehen hieß, und nicht die Erde.“ Die Eisegese besteht hier in der impliziten Annahme, der Text sage etwas aus über die Bewegung der Himmelskörper im Raum, also über astronomische Verhältnisse. Josua benutzte jedoch die alltägliche, phänomenbezogene Sprache (phenomenal language).
Aus heutiger Sicht sagt er etwas über die Position der Sonne zum irdischen Beobachter (es sei denn, man verstehe die Geschichte symbolisch und nicht als historisches Ereignis). Trotz astronomischer Kenntnisse sagen auch wir weiterhin, dass die Sonne auf- oder untergehe.

#### Beispiel aus dem Neuen Testament
In Offenbarung 3,15–16 wird die Gemeinde in Laodizea mit den Worten gerügt:

„Ich kenne deine Werke, dass du weder kalt noch heiß bist. Ach, dass du kalt oder heiß wärest! Weil du aber lauwarm bist und weder heiß noch kalt, werde ich dich ausspeien aus meinem Munde.“

Die übliche Deutung lautet: Es wäre besser, gleichgültig, distanziert („kalt“) gegenüber Christus oder aber feurig, engagiert („heiß“) für Christus zu sein. Viele Ausleger sind zwar irritiert, dass Christus ein kaltherziges Tun einer Gemeinde einem halbherzigen („lauwarmen“) vorzieht, gehen aber darüber hinweg.
Der historische Kontext legt – zusammen mit dem Bild des Ausspeiens aus dem Mund – eine andere Deutung nahe: Dem wohlhabenden Laodizea mangelte es an eigenem Wasser. Das benötigte Wasser wurde über ein Aquädukt von Kolossai in die Stadt geleitet, wo es lauwarm und reich an Bakterien und Ungeziefer ankam. Es war widerlich und musste gekocht werden. Das Heiß-Sein bezog sich möglicherweise auch auf die heißen Quellen von Hierapolis, die heilende Wirkung hatten.
Was also die Gemeinde tat („deine Werke“), war anscheinend wie das ihr zugeleitete reale Wasser: weder erfrischend und wohltuend (sauber) noch durch Hitze gereinigt oder natürlich heiß und heilend; es machte krank.
Die Eisegese geschieht hier bei der üblichen Deutung der Worte „kalt“ und „heiß“ entsprechend der Metaphorik moderner Sprachen, losgelöst von den damaligen Gegebenheiten.

## Eisegese als Kampfbegriff
Wenn der Nachweis von Eisegese gelingt, so verliert der betreffende Autor insgesamt an Glaubwürdigkeit. Daher wird in weltanschaulichen oder religiösen Auseinandersetzungen gern mit der Unterstellung von Fehldeutungen bzw. Eisegesen gearbeitet. So warf z. B. der Psychoanalytiker und Theologe Joachim Scharfenberg seinem Kollegen Eugen Drewermann vor, den Begriff der Sünde tiefenpsychologisch umzudeuten.

Der Theologe Martin Hengel warf Rudolf Bultmann vor, er habe den Ausdruck „Christus nach dem Fleisch kennen“ in 2. Kor 5,16 bewusst falsch gedeutet, um die eigene Lehrmeinung aufrechterhalten zu können, Paulus habe – so Bultmann – sich nicht für den historischen Jesus bzw. für dessen Erdenleben interessiert. „Hier wird ein Text dem eigenen dogmatischen Vorurteil gefügig gemacht.“ Denn obwohl Bultmann zugebe, „dass die adverbielle Bedeutung ‚wahrscheinlicher’ sei, verwischt [er] dann aber diese klare Bedeutung durch eine unsinnige Umkehrung.“